# Druckauftrag
Als Druckauftrag bezeichnet man einen Auftrag zum Erstellen eines Druckerzeugnisses. Dieser Auftrag kann an eine Druckerei erfolgen oder von einem Rechnersystem an einen Drucker geleitet werden.

## Inhalt
Ein Druckauftrag enthält mindestens die Information über den Inhalt (Text) sowie das grundlegende Layout des gewünschten Endprodukts. Natürlich kann ein Druckauftrag eine Vielzahl weiterer Attribute wie die zu druckende Menge, das zu verwendende Papier bzw. Medium als auch zu verwendende Logos und Bilder umfassen.
Während sich das Druckerzeugnis nicht grundlegend unterscheiden muss, so sind doch die Formen der Beauftragung von einer Person oder Institution an eine Druckerei grundlegend verschieden von der eines Rechners an einen verbundenen Drucker. Noch vor einigen Jahren war der Setzer für die Umsetzung der Vorstellungen des Auftraggebers verantwortlich, das hat sich jedoch mit der Verbreitung von Computern weitgehend geändert. Unabhängig von der Form des erteilten Auftrags wird heutzutage die Bearbeitung der Kundenwünsche in der sogenannten Druckvorstufe mithilfe von EDV erstellt, in einem Probedruck verifiziert und nach der Freigabe einem Drucksystem bzw. der eigentlichen Druckerei übergeben.

## Form
Die Auftragserteilung ist zu unterscheiden, je nachdem ob sie manuell einem Drucker oder Setzer, Mediengestalter und gleichwertigen Fachleuten übergeben wird ODER ob sie von einem Rechner mittels Datenübertragungsprotokollen an ein automatisches Drucksystem übermittelt wird.

### Manuell
Der Kunde legt dem Fachmann seine Belege, Abschriften und Skizzen, Zeichnungen oder Fotos vor und beschreibt dem Berater Einsatzzweck und geplante Verbreitung des Erzeugnisses. Recht häufig wird er sich hierbei auf Vorbilder und Beispiele beziehen. Die Aufgabe des Fachmanns besteht nun darin, zusammen mit dem Auftraggeber die Möglichkeiten der Realisation aufzuzeigen und mit dem Kostenrahmen oder Budget in Einklang zu bringen. Dazu bedient er sich Vorlagen und Referenzen, die dem Kunden das mögliche Ergebnis veranschaulichen sollen.
Bei aufwändigeren Arbeiten und hohen Auflagen wird der Gestalter einen Probedruck erstellen und vom Auftraggeber gegenzeichnen lassen. Vor allem bei der Integration von Bildern unterschiedlicher Herkunft und Qualität bzw. mitgebrachten Scans ist ein solches Vorgehen obligatorisch.
Im Rahmen der Auftragserteilung sind unbedingt Menge und Qualität des Druckmediums sowie revidierter Text und Inhalt festzulegen. Zusätzlich sind in aller Regel (Haupt-)Schriftart und -schnitt sowie Druckfarbe und -stärke abzustimmen.

### Maschinell
Maschinelle – in diesem Sinn rechnergestützt erstellte – Druckaufträge sind wesentlich restriktiver in der Form. Um eine saubere Ausgabe zu gewährleisten, müssen sich Rechner und Drucker auf ein Protokoll einigen und dieses unbedingt einhalten. Alle zu druckenden Elemente haben bereits in Form elektronischer Daten vorzuliegen und werden mit geeigneter Software vom Bediener zusammengestellt.
In der einfachsten und ursprünglichsten Form werden zu druckende Zeichen in einem beiden Systemen bekannten Zeichensatz codiert und sequentiell übertragen. Die erste darüber hinausgehende Möglichkeit war die Druckersteuerung über spezielle Druckersprachen, wie z. B. Epson ESC/P2 oder IBM Proprinter. Diese Protokolle, für die viele andere Unternehmen Emulationen erstellten, beherrschen neben der reinen Informationsdarstellung auch die Auszeichnung von Schriftabschnitten mit diversen Attributen; dazu gehören Schriftart und Schriftgröße, Hervorhebungen wie fett, kursiv und unterstrichen sowie weitere, vom Drucksystem abhängige Möglichkeiten zur Individualisierung des Ausdrucks.
Ultimativ und heute überwiegend eingesetzt werden Seitenbeschreibungssprachen wie das weit verbreitete Postscript, womit nicht nur sämtliche Schriftattribute zu steuern sind, sondern erweiterte Formen der Platzierung und Gestaltung von Textelementen möglich werden. Mit Colorscript letztendlich sind hochwertige Ausdrucke möglich, die von Desktop-Publishing-Systemen erstellte Druckseiten auf ein professionelles Niveau heben.